# Talmannen i brittiska underhuset

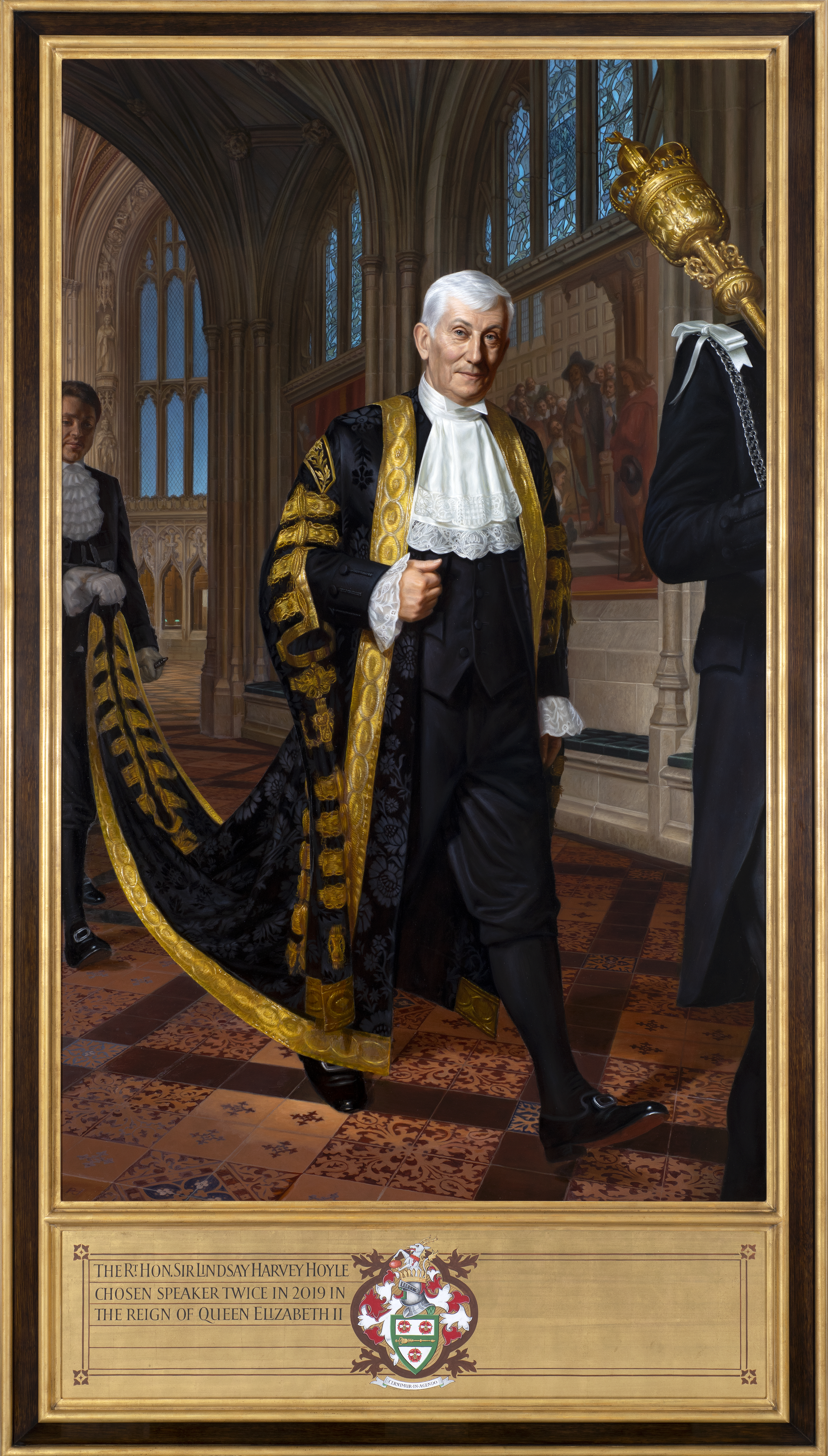
Officiellt porträtt av Sir Lindsay Hoyle, talmannen i brittiska underhuset.

Talmannen i brittiska underhuset (engelska: Speaker of the House of Commons eller bara Speaker) är talman i brittiska underhuset, den primära kammaren i Storbritanniens parlament. Den nuvarande talmannen Lindsay Hoyle valdes till talman den 4 november 2019, efter att John Bercow gått i pension. Hoyle inledde sin första hela mandatperiod i parlamentet den 17 december 2019, efter att ha blivit enhälligt omvald efter det allmänna valet 2019.
Talmannen leder kammarens debatter och bestämmer vilka ledamöter som får tala och vilka ändringsförslag som väljs ut för behandling. Talmannen är också ansvarig för att upprätthålla ordningen under debatten och kan straffa ledamöter som bryter mot kammarens regler. Talmannen är av hävd strikt opartisk; Följaktligen förväntas en talman avsäga sig all anknytning till sina tidigare politiska partier när han tillträder sitt ämbete och därefter.
Talmannen deltar inte i debatter eller omröstningar (utom för att avgöra oavgjorda resultat; och även då är konventionen att talaren avger den utslagsgivande rösten enligt Speaker Denison's rule, vilket resulterar antingen i ytterligare debatt eller en omröstning för status quo). Vid sidan av talmannens uppgifter som talman har han eller hon även administrativa och förfarandemässiga uppgifter. Dessutom förblir de knutna till en valkrets (Member of Parliament (MP)), är medlem av Privy Council och representerar underhuset inför monarken, brittiska överhuset och andra myndigheter. Talmannens officiella residens är Speaker's House i Westminsterpalatset.

## Officiell klädsel

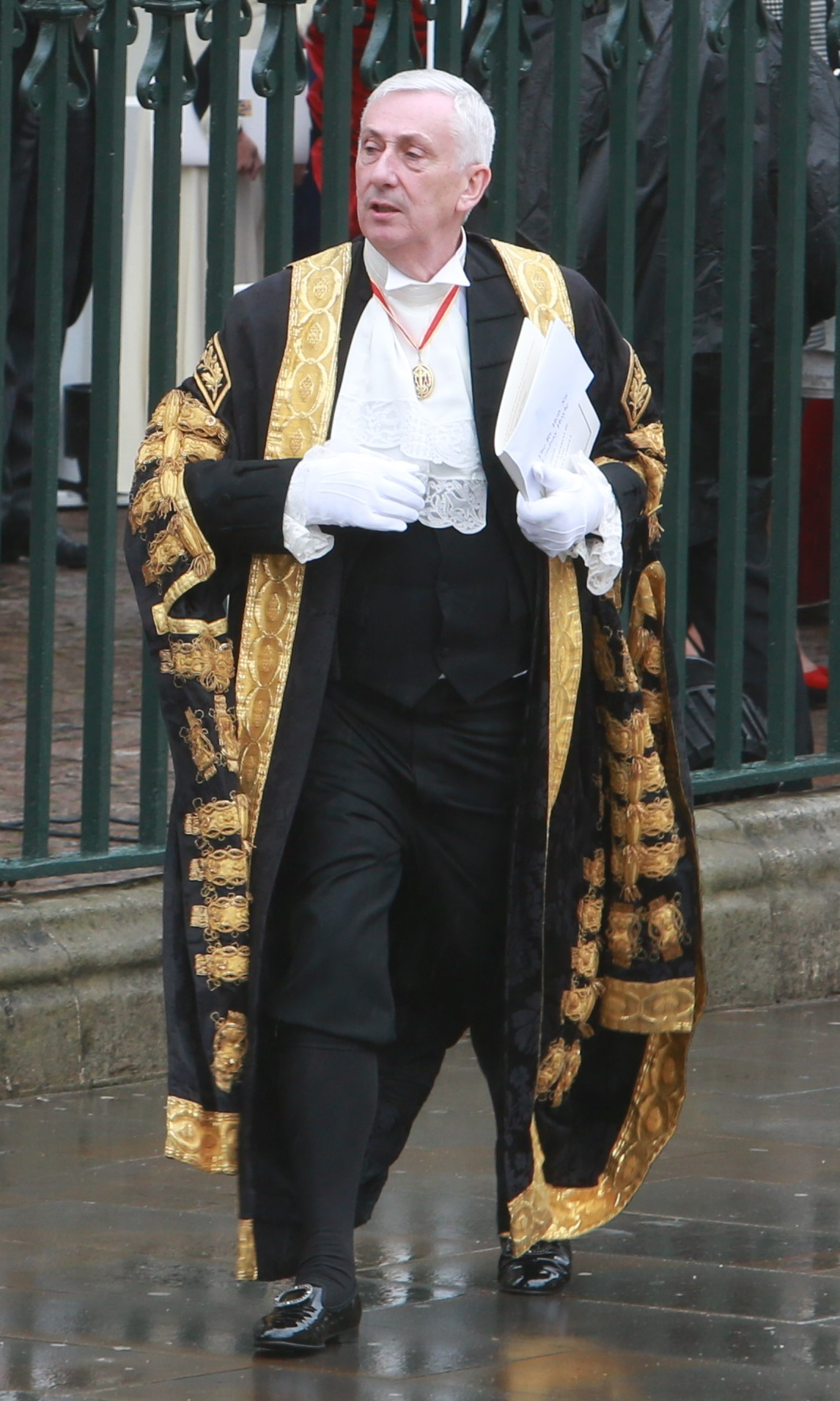
Lindsay Hoyle i statsdräkt vid kröningen av Charles III.

## Historia

### Tidig historia
Talmannens ämbete är nästan lika gammalt som parlamentet självt. Det tidigaste året som en presiderande ämbetsman har identifierats för är 1258, då Peter de Montfort presiderade över parlamentet som hölls i Oxford. Tidiga presiderande ämbetsmän var kända under titeln parlour eller prolocutor. Talmannens kontinuerliga historia anses datera sig från 1376 när Peter de la Mare talade för underhuset i det "goda parlamentet" när de anslöt sig till ledande magnater i utrensningen av kronans främsta ministrar och de mest impopulära medlemmarna av kungens hushåll. Kung Edvard III var bräcklig och i avskildhet; hans äldste son Edvard, den svarte prinsen, var dödligt sjuk. Det var upp till nästa son, en rasande Johan av Gent, att slå tillbaka. Han arresterade De la Mare och vanärade andra ledande kritiker.
I nästa, "Bad Parliament", 1377, förde ett kuvat underhus fram Gaunts förvaltare Thomas Hungerford, som sin talesman för att ta tillbaka sina föregångares missgärningar från föregående år. Gaunt ville uppenbarligen ha en "spegelbild" som sin form av motkupp och denna idé, som föddes i en kris, om en "talman", som snabbt också blev "ordförande" och organisatör av underhusets angelägenheter, erkändes som värdefull och slog omedelbart rot efter 1376–1377.
Den 6 oktober 1399 valdes John Cheyne av Beckford (Gloucester) till talman. Den mäktige ärkebiskopen av Canterbury, Thomas Arundel, sägs ha uttryckt sina farhågor om Cheynes rykte som en kritiker av kyrkan. Åtta dagar senare avgick Cheyne på grund av dålig hälsa, även om han förblev i gunst hos kungen och aktiv i det offentliga livet i ytterligare 14 år. 
Även om ämbetsmannen valdes av underhuset i början av varje parlament, med minst ett känt omtvistat val 1420 (Roger Hunt segrade med en majoritet på bara fyra röster), kunde kronan i praktiken vanligtvis få vem den ville. Även om principen om att ge denna talesman personlig immunitet mot beskyllningar antogs snabbt och stärkte underhusets roll, fann kronan det användbart att ha en person med befogenhet att välja och leda underhusets angelägenheter och svar på kronans agenda, mycket oftare än inte på det sätt som kronan ville. Whigs idéer om att underhuset skulle växa i auktoritet i motsats till kungamakten är därför något förenklade; Kronan använde underhuset om och när det fann det fördelaktigt att göra det, och talmanskapet var ett sätt att göra underhuset till ett mer sammanhållet, definierat och effektivt instrument för kungens regering.
Under hela medeltiden och tidig modern tid var varje talare parlamentsledamot för ett grevskap, vilket återspeglar den underförstådda ståndpunkten att sådana representanter hade högre anseende i huset än de mer talrika borgarna (kommunledamöterna). Även om bevisen är nästan obefintliga, har det antagits att röstning skedde genom räkning av personer men på samma sätt kanske bristen på bevis för faktiska röster tyder på att de flesta beslut, åtminstone av allmänt slag, nåddes mer genom övertalning och vikten av parlamentsledamöternas ställning. I en sådan situation bör talarens inflytande inte underskattas. Thomas More var den förste talaren som blev lordkansler. [källa behövs]

### 1600-talet till mitten av 1800-talet
Fram till 1600-talet fortsatte medlemmar av underhuset ofta att betrakta sin talman (med rätta) som en representant för kronan. I takt med att parlamentet utvecklades växte dock talmannens ställning till att innebära fler plikter mot parlamentet än mot kronan. Detta var definitivt sant vid tiden för det engelska inbördeskriget. Denna förändring sägs ibland återspeglas av en händelse 1642, då kung Karl I gick in i underhuset för att söka efter och arrestera fem medlemmar för högförräderi. När kungen frågade honom om han kände till var dessa medlemmar befann sig, svarade talmannen William Lenthall: "Må det behaga ers majestät, jag har varken ögon att se med eller tunga att tala med på denna plats, men som underhuset behagar leda mig, vars tjänare jag är här."
Utvecklingen av kabinettsregeringen under kung Vilhelm III i slutet av 1600-talet ledde till ytterligare förändringar i talmansrollen. Talmännen var i allmänhet knutna till ministeriet och innehade ofta andra statliga ämbeten. Till exempel tjänstgjorde Robert Harley samtidigt som talman och som utrikesminister mellan 1704 och 1705.
Talmannen mellan 1728 och 1761, Arthur Onslow, minskade banden med regeringen, även om ämbetet till stor del förblev politiskt.

### Det moderna talmanskapet
Talmansämbetet utvecklades till sin moderna form – där innehavaren är en opartisk och opolitisk ämbetsman som inte tillhör något parti – först under mitten av 1800-talet.
Över 150 personer har varit talman i underhuset. Deras namn är inskrivna i bladguld runt de övre väggarna i rum C i House of Commons Library. Betty Boothroyd, som valdes 1992, var den första kvinnliga talmannen (den första kvinnan att sitta i talmansstolen var Betty Harvie Anderson, vice talman från 1970). Michael Martin, som valdes år 2000, var den förste katolske talaren sedan reformationen. John Bercow, som valdes 2009, var den förste judiske talmannen.
Talmannen har ett betydande inflytande över lagstiftningen, till exempel genom att välja vilka ändringar i ett lagförslag som kan föreslås, och genom att tolka och verkställa parlamentets arbetsordning i enlighet med den officiella parlamentariska regelboken Erskine May. År 2019 hade talman John Bercow stort inflytande över att välja ut vilka viktiga ändringar av lagstiftningen som påverkade Storbritanniens utträde ur Europeiska unionen som kunde röstas om, och senare genom att inte tillåta regeringen att upprepa en omröstning om villkoren för utträdet, eftersom samma förslag inte får läggas fram två gånger under samma session i parlamentet. Bercow kritiserades för dessa ingripanden, men sa att han agerade inom sina befogenheter och genomdrev tydliga regler på ett opartiskt sätt.
Fram till 1992 var alla talmän män och tilltalades alltid i parlamentet med "herr talman" (Mr Speaker) och deras ställföreträdare med "herr vice talman" ("Mr Deputy Speaker"). Betty Boothroyd tilltalades på egen begäran som "Madam Speaker". När Betty Harvie Anderson på 1970-talet tjänstgjorde som vice talman tilltalades hon däremot som "herr vice talman". Eleanor Laing, som var vice talman från 2013 till 2019 och igen från 2020 till 2024, tilltalades som "fru vice talman" ("Madam Deputy Speaker").
Talmannen har traditionellt erbjudits att bli livstidspär i överhuset när han avgår – även om han avsätts efter en politisk skandal. Denna tradition bröts 2020 när John Bercow blev den första talmannen på 230 år att avgå och inte nomineras till överhuset av regeringen.

## Val

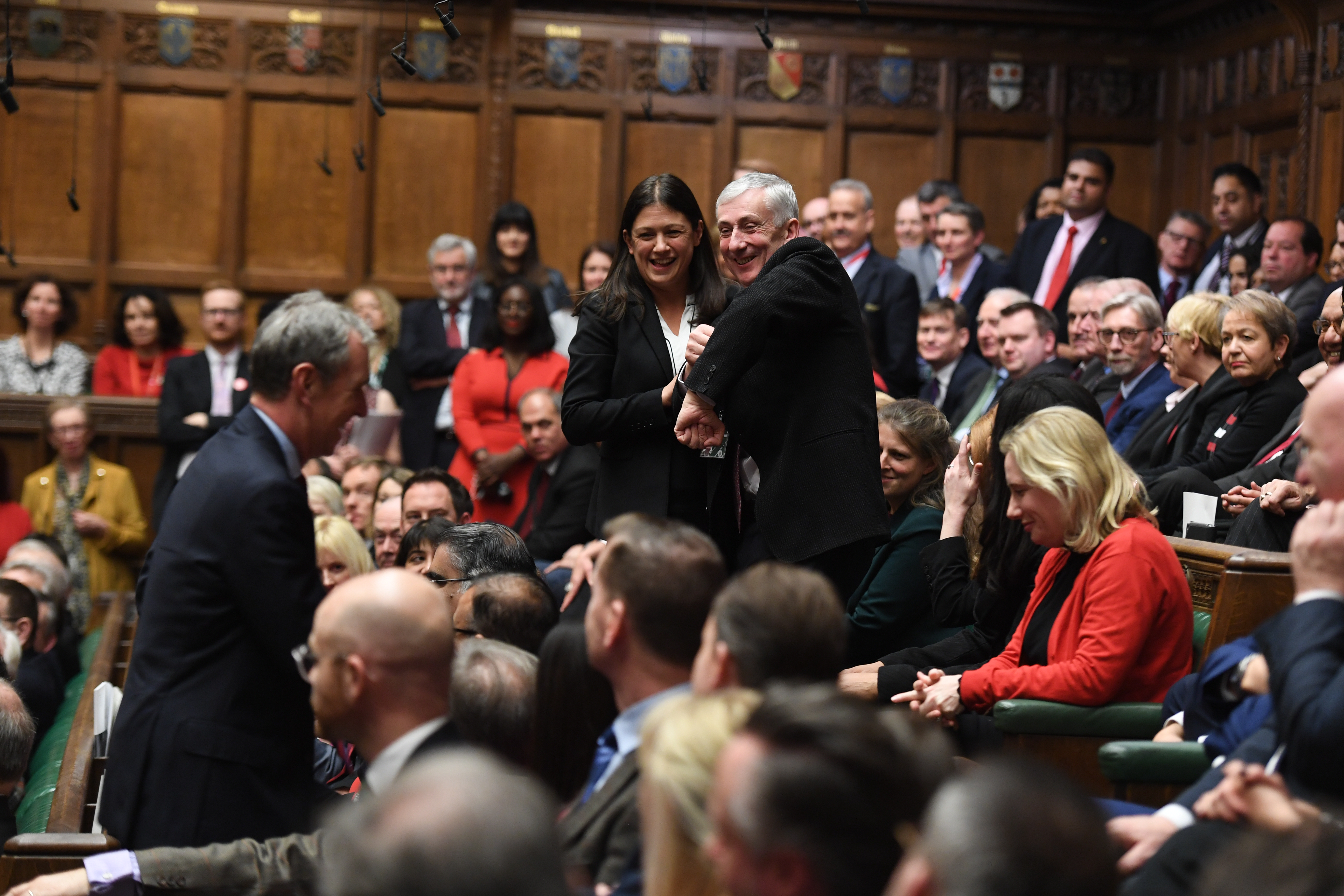
Sir Lindsay Hoyle "släpas" till sin talmansstol 2019.

Parlamentsledamöterna väljer talmanen ur de egna leden. Underhuset måste välja en talman i början av varje ny valperiod, efter ett allmänt val, eller efter att den sittande innehavaren har avlidit eller avgått. När talmannen har blivit vald fortsätter hen att inneha sitt ämbete tills parlamentet upplöses, om hen inte avgår dessförinnan. Vanligtvis väljer underhuset om talmän som vill fortsätta i ämbetet i mer än en mandatperiod. Teoretiskt sett skulle kammaren kunna rösta emot att omvälja en talman, men en sådan händelse strider mot historisk konvention. Charles Manners-Sutton, 1:e viscount Canterbury var den siste talmannen som inte blev omvald (detta skedde 1835).
Förfarandet för att välja talman har förändrats under de senaste åren. Fram till 1971 blev underhusets kanslichef tillfällig talman i underhuset. Eftersom hen aldrig är medlem och därför inte får tala, ställde han sig tyst upp och pekade på den medlem som skulle tala. Denna procedur bröts dock vid valet av ny talman 1971 (se nedan) och fick ändras. Sedan dess blir Father of the House (den medlem av kammaren som har den längsta perioden av oavbruten tjänstgöring som inte är minister) den presiderande ämbetsmannen.
Fram till 2001 var valet av talman en rutinfråga i underhuset, eftersom man använde sig av motioner och ändringsförslag för att välja. En ledamot skulle föreslå "Att Mr [X] tar talmansposten i denna kammare som talman", och efter en debatt (som kan ha inkluderat ett ändringsförslag för att ersätta namnet på den ledamot som skulle tilldelas talmansposten) skulle en rutinmässig uppdelning av kammaren besluta till förmån för en kandidat. Det förekom dock en hel del lobbying bakom kulisserna innan man kom överens om lämpliga kandidater, och därför var det mycket sällsynt att en ny talman motsatte sig förslaget. Detta system bröt dock samman år 2000 när tolv rivaliserande kandidater anmälde sig till jobbet och debatten upptog en hel parlamentsdag. Underhusets procedurkommitté granskade sedan på nytt metoderna för att välja en talman och rekommenderade ett nytt system som trädde i kraft 2007 och användes för första gången i juni 2009, efter att Michael Martin hade avgått.
Enligt det nya systemet måste kandidaterna nomineras av minst tolv medlemmar, av vilka minst tre måste tillhöra ett annat parti än kandidaten. Varje medlem får inte ställa upp mer än en kandidat. Kammaren röstar sedan genom sluten omröstning. Absolut majoritet (dvs. mer än 50 % av de avgivna rösterna) krävs för seger. Om ingen kandidat vinner en majoritet elimineras den person som har minst antal röster, liksom alla andra kandidater som får mindre än 5 % av de avgivna rösterna, och liksom alla kandidater som väljer att dra sig ur. Underhuset fortsätter att rösta, i flera omgångar om så krävs, tills en ledamot får den majoritet som krävs. Därefter röstar underhuset om ett formellt förslag om att utse ledamoten i fråga till talman. (I det osannolika fallet att detta förslag misslyckas, måste kammaren hålla en ny serie omröstningar om alla de nominerade.)
Om endast en kandidat är nominerad hålls ingen omröstning, och kammaren går direkt till förslaget att utse kandidaten till talman. Ett liknande förfarande används om en talman söker ytterligare en mandatperiod efter ett allmänt val: ingen omröstning hålls och kammaren röstar omedelbart om ett förslag om att omvälja talmannen. Om detta förslag misslyckas nomineras kandidater och kammaren fortsätter med omröstning (som beskrivits ovan).
När motionen går igenom förväntas den tillträdande talmannen visa motvilja mot att bli vald. De brukar "släpas motvilligt" av parlamentsledamöter till talmannens bänk. Denna sed har sina rötter i talmannens ursprungliga funktion att förmedla underhusets åsikter till monarken. Historiskt sett har talmannen, som representerar huset inför monarken, potentiellt mött monarkens ilska och därför krävt viss övertalning för att acceptera posten. I motsats till vad som ofta hävdas har ingen talman någonsin avrättats för sina handlingar i den egenskapen. Sex tidigare talare avrättades mellan 1471 och 1535 (ibland flera år efter deras ämbetsperioder). För fem av dessa berodde avrättningen på uppträdande på efterföljande ämbeten.
Den tillträdande talmannen måste få godkännande av regenten innan de kan tillträda sitt ämbete. Detta har bara nekats en gång, 1679 till Edward Seymour. På valdagen leder den tillträdande talmannen underhuset till överhusets kammare, där Lords Commissioners som utsetts av kronan bekräftar honom eller henne i monarkens namn. Talmannen ber sedan "i namn av och på uppdrag av underhuset i Storbritannien, att genom ödmjuk petition till Hans Majestät göra anspråk på alla deras gamla och otvivelaktiga rättigheter och privilegier, särskilt till yttrandefrihet i debatten, till frihet från arrestering och till fri tillgång till Hans Majestät närhelst tillfället kräver." Efter att Lords Commissioners, på regentens vägnar, bekräftat underhusets rättigheter och privilegier, återvänder underhuset till sin kammare. Om en talman väljs mitt i ett parlament på grund av en vakans i ämbetet, måste han eller hon få kungligt godkännande enligt ovan, men han eller hon gör inte återigen anspråk på underhusets rättigheter och privilegier.

### Noterbara val

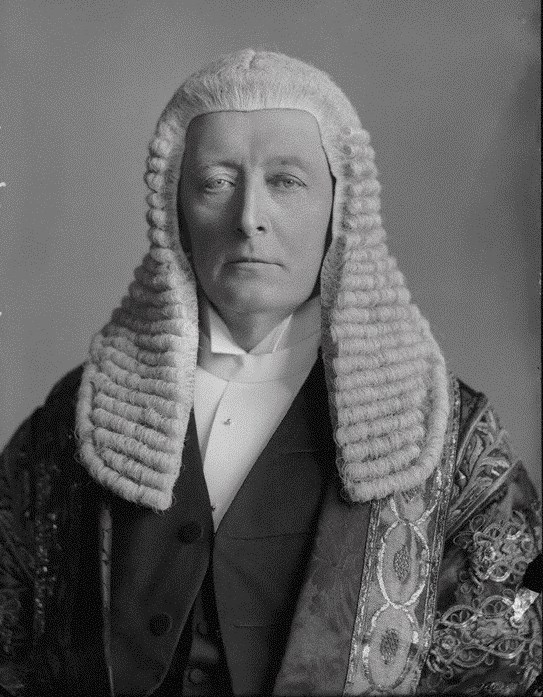
William Court Gully

## Partipolitisk obundenhet

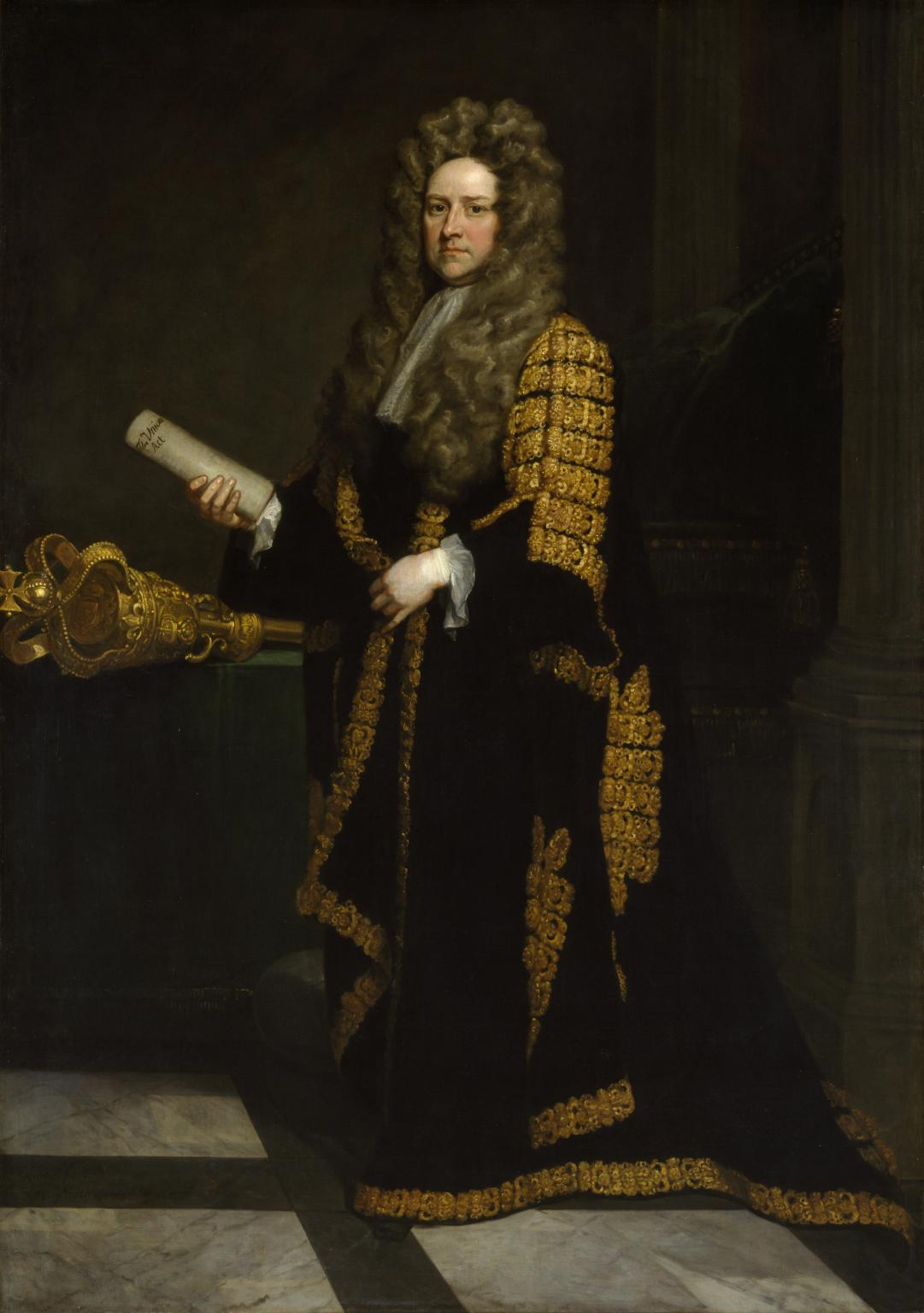
Portrait of John Smith av Godfrey Kneller 1708